# Glory For Salvation
Glory For Salvation es el decimotercer álbum de estudio de la banda italiana  de power metal sinfónico Rhapsody of Fire. Fue lanzado el 26 de noviembre de 2021 por medio de AFM Records.
Es el segundo capítulo de The Nephilim's Empire Saga. Es el álbum debut del baterista Paolo Marchesich, tras la salida de Manu Lotter de la banda el año pasado. Anterior a este, se estrenó el EP I'll Be Your Hero el cual es un preludio de este álbum, dicho EP incluyó una versión de sencillo acompañada de un video musical de la canción de nombre homónimo que aparece en este álbum.
Es el primer trabajo de la banda donde rompen completamente la tendencia a iniciar el disco con una pista instrumental y cerrar con la pista más larga del álbum desde Triumph or Agony del 2006. También es la primera vez que la banda conecta sus álbumes conceptuales, no solo por medio de las letras, pero también reutilizando melodías del disco anterior como medio para enlazar la historia del disco. Esto es notable en la segunda mitad del álbum, como en la canción "Abyss of Pain II" que es una obvia referencia a la pista instrumental "Abyss of Pain" del disco The Eighth Mountain. De manera menos evidente se puede escuchar un segmento de la parte sinfónica del preludio de la canción "March Against the Tyrant" del mismo álbum en la canción "Infinitae Gloriae" y finalmente el inicio de la canción "I'll Be Your Hero" toma prestado parte de los coros en latín del cierre de la canción "Seven Heroic Deeds" también del álbum anterior a este.
Como ya es tradición en la agrupación, aunque no tan común en álbumes recientes, la canción "Chains of Destiny" parece tomar inspiración de la canción tradicional danesa Ramund Hin Unge, específicamente el riff de dicha canción se toca en un rápido violín durante el inicio de la canción y los coros.
Un video musical del sencillo de nombre homónimo al álbum se estrenó el 9 de julio de 2021. Además, un video musical de la canción de Chains of Destiny se estrenó el 12 de noviembre del mismo año.

## Lista de canciones
| N.º | Título                                                                      | Duración |  |
| 1.  | «Son Of Vengeance» (Hijo De La Venganza)                                    | 5:46     |  |
| 2.  | «The Kingdom Of Ice» (El Reino De Hielo)                                    | 4:25     |  |
| 3.  | «Glory For Salvation» (Gloria Para La Salvación)                            | 5:04     |  |
| 4.  | «Eternal Snow» (Nieve Eterna)                                               | 1:33     |  |
| 5.  | «Terial The Hawk» (Terial El Halcón)                                        | 4:49     |  |
| 6.  | «Maid Of The Secret Sand» (Doncella de la Arena Secreta)                    | 5:07     |  |
| 7.  | «Abyss Of Pain II» (Abismo Del Dolor II)                                    | 10:44    |  |
| 8.  | «Infinitae Gloriae» (Gloria Infinita)                                       | 4:31     |  |
| 9.  | «Magic Signs» (Signos Mágicos)                                              | 4:52     |  |
| 10. | «I'll Be Your Hero» (Yo Seré Tu Héroe)                                      | 5:29     |  |
| 11. | «Chains Of Destiny» (Cadenas Del Destino)                                   | 3:55     |  |
| 12. | «Un'Ode Per L'Eroe» (Un Oda Al Héroe, versión en italiano de "Magic Signs") | 4:51     |  |
| 13. | «La Esencia De Un Rey» (Versión en español de "Magic Signs")                | 4:51     |  |

| Bonus track japonés |                                                                                     |          |  |
| N.º                 | Título                                                                              | Duración |  |
| 14.                 | «Sadame No Kusari» (Cadenas Del Destino, versión en japonés de "Chains of Destiny") | 3:55     |  |

## Formación
Toda la información proviene del folleto del álbum.
Rhapsody of Fire
- Giacomo Voli - voz principal, voz de coros, letras.
- Roberto De Micheli - guitarras, compositor, letras.
- Alessandro Sala - bajo.
- Alex Staropoli - teclados, piano, clavecín, arreglos orquestales, voz de coros, compositor, letras.
- Paolo Marchesich - batería.

Personal adicional
- Manuel Staropoli – interpete barroco, flauta, flauta barroca.
- Giovanni Davoli – gaita irlandesa, flauta irlandesa.
- Davide Simonelli – violín.
- Mateo Sivelli – violenchelo.
- Valerio Mauro – arpa celta.

Coros
- Giacomo Pieracci, Giovani Maria Palmia, Erika Beretti, Alberto Bravin, Alex Mari, Angelo Guidetti, Gabriele Gozzi.

Producción
- Sebastian "Seeb" Levermann – mezcla, masterización.[12]
- Alex Staropoli – grabación, ingeniería, producción.
- Alexandre Charleux – carátula.[5]
- Paul Thureau – arte adicional, diseño.
- Emanuele Aliprandi – fotografía.
- Alberto Bravin – grabación de batería.
- Marco Vattovani – grabación de batería.